# Liste des titres musicaux numéro un en Allemagne en 1975
Cette page liste les titres numéro un dans les meilleures ventes de disques en Allemagne pour l'année 1975 selon Media Control Charts.
Les classements sont issus des 100 meilleures ventes de singles et des 100 meilleures ventes d'albums. Ils se déroulent du vendredi au jeudi, et sont publiés le mardi par l'industrie musicale allemande.

## Classement des singles
| №  | Date         | Artiste                  | Titre                      |
| -- | ------------ | ------------------------ | -------------------------- |
| 1  | 3 janvier    | Michael Holm             | Tränen lügen nicht         |
| 2  | 10 janvier   | Michael Holm             | Tränen lügen nicht         |
| 3  | 17 janvier   | Michael Holm             | Tränen lügen nicht         |
| 4  | 24 janvier   | Bachman-Turner Overdrive | You Ain't Seen Nothing Yet |
| 5  | 31 janvier   | Michael Holm             | Tränen lügen nicht         |
| 6  | 7 février    | Udo Jürgens              | Griechischer Wein          |
| 7  | 14 février   | Udo Jürgens              | Griechischer Wein          |
| 8  | 21 février   | Udo Jürgens              | Griechischer Wein          |
| 9  | 28 février   | Billy Swan               | I Can Help                 |
| 10 | 7 mars       | Udo Jürgens              | Griechischer Wein          |
| 11 | 14 mars      | Udo Jürgens              | Griechischer Wein          |
| 12 | 21 mars      | Udo Jürgens              | Griechischer Wein          |
| 13 | 28 mars      | Udo Jürgens              | Griechischer Wein          |
| 14 | 4 avril      | Udo Jürgens              | Griechischer Wein          |
| 15 | 11 avril     | The Sweet                | Fox on the Run             |
| 16 | 18 avril     | Shirley & Company        | Shame, Shame, Shame        |
| 17 | 25 avril     | Shirley & Company        | Shame, Shame, Shame        |
| 18 | 2 mai        | Shirley & Company        | Shame, Shame, Shame        |
| 19 | 9 mai        | The Sweet                | Fox on the Run             |
| 20 | 16 mai       | The Sweet                | Fox on the Run             |
| 21 | 23 mai       | The Sweet                | Fox on the Run             |
| 22 | 30 mai       | The Sweet                | Fox on the Run             |
| 23 | 6 juin       | The Sweet                | Fox on the Run             |
| 2  | 13 juin      | George Baker Selection   | Paloma blanca              |
| 24 | 20 juin      | George Baker Selection   | Paloma blanca              |
| 25 | 27 juin      | George Baker Selection   | Paloma blanca              |
| 26 | 4 juillet    | George Baker Selection   | Paloma blanca              |
| 27 | 11 juillet   | George Baker Selection   | Paloma blanca              |
| 28 | 18 juillet   | George Baker Selection   | Paloma blanca              |
| 29 | 25 juillet   | George Baker Selection   | Paloma blanca              |
| 30 | 1er août     | George Baker Selection   | Paloma blanca              |
| 31 | 8 août       | George Baker Selection   | Paloma blanca              |
| 32 | 15 août      | George Baker Selection   | Paloma blanca              |
| 33 | 22 août      | George Baker Selection   | Paloma blanca              |
| 34 | 29 août      | George Baker Selection   | Paloma blanca              |
| 35 | 5 septembre  | George Baker Selection   | Paloma blanca              |
| 36 | 12 septembre | ABBA                     | SOS                        |
| 37 | 19 septembre | ABBA                     | SOS                        |
| 38 | 26 septembre | ABBA                     | SOS                        |
| 39 | 3 octobre    | ABBA                     | SOS                        |
| 40 | 10 octobre   | ABBA                     | SOS                        |
| 41 | 17 octobre   | ABBA                     | SOS                        |
| 42 | 24 octobre   | ABBA                     | SOS                        |
| 43 | 31 octobre   | Penny McLean             | Lady Bump                  |
| 44 | 7 novembre   | Penny McLean             | Lady Bump                  |
| 45 | 14 novembre  | Penny McLean             | Lady Bump                  |
| 46 | 21 novembre  | Penny McLean             | Lady Bump                  |
| 47 | 28 novembre  | Penny McLean             | Lady Bump                  |
| 48 | 5 décembre   | 5000 Volts               | I'm on Fire                |
| 49 | 12 décembre  | Penny McLean             | Lady Bump                  |
| 50 | 19 décembre  | Penny McLean             | Lady Bump                  |
| 51 | 26 décembre  | Jean-Claude Borelly      | Dolannes mélodie           |

## Classement des albums
| №  | Date         | Artiste                | Titre                |
| -- | ------------ | ---------------------- | -------------------- |
| 1  | 3 janvier    | Compilation Ariola     | Super 20             |
| 2  | 10 janvier   | Compilation Ariola     | Super 20             |
| 3  | 17 janvier   | Compilation Ariola     | Super 20             |
| 4  | 24 janvier   | Compilation Ariola     | Super 20             |
| 5  | 31 janvier   | Neil Diamond           | Serenade             |
| 6  | 7 février    | Neil Diamond           | Serenade             |
| 7  | 14 février   | Neil Diamond           | Serenade             |
| 8  | 21 février   | Neil Diamond           | Serenade             |
| 9  | 28 février   | Compilation K-Tel      | Dynamite             |
| 10 | 7 mars       | Compilation K-Tel      | Dynamite             |
| 11 | 14 mars      | Compilation K-Tel      | Dynamite             |
| 12 | 21 mars      | Compilation K-Tel      | Dynamite             |
| 13 | 28 mars      | Compilation K-Tel      | Dynamite             |
| 14 | 4 avril      | Compilation Arcade     | Black Music          |
| 15 | 11 avril     | Compilation Arcade     | Black Music          |
| 16 | 18 avril     | Compilation Arcade     | Black Music          |
| 17 | 25 avril     | Compilation Arcade     | Black Music          |
| 18 | 2 mai        | Compilation K-Tel      | British Greats       |
| 19 | 9 mai        | Compilation K-Tel      | British Greats       |
| 20 | 16 mai       | Compilation K-Tel      | British Greats       |
| 21 | 23 mai       | Compilation K-Tel      | British Greats       |
| 22 | 30 mai       | Compilation K-Tel      | Power Hits           |
| 23 | 6 juin       | Compilation K-Tel      | Power Hits           |
| 2  | 13 juin      | Compilation K-Tel      | Power Hits           |
| 24 | 20 juin      | Compilation K-Tel      | Power Hits           |
| 25 | 27 juin      | Compilation K-Tel      | Power Hits           |
| 26 | 4 juillet    | Compilation K-Tel      | Power Hits           |
| 27 | 11 juillet   | Compilation K-Tel      | Power Hits           |
| 28 | 18 juillet   | Compilation K-Tel      | Power Hits           |
| 29 | 25 juillet   | Compilation K-Tel      | Power Hits           |
| 30 | 1er août     | George Baker Selection | Paloma blanca        |
| 31 | 8 août       | George Baker Selection | Paloma blanca        |
| 32 | 15 août      | George Baker Selection | Paloma blanca        |
| 33 | 22 août      | George Baker Selection | Paloma blanca        |
| 34 | 29 août      | Mike Krüger            | Mein Gott, Walther   |
| 35 | 5 septembre  | Mike Krüger            | Mein Gott, Walther   |
| 36 | 12 septembre | Mike Krüger            | Mein Gott, Walther   |
| 37 | 19 septembre | Mike Krüger            | Mein Gott, Walther   |
| 38 | 26 septembre | Mike Krüger            | Mein Gott, Walther   |
| 39 | 3 octobre    | Mike Krüger            | Mein Gott, Walther   |
| 40 | 10 octobre   | Mike Krüger            | Mein Gott, Walther   |
| 41 | 17 octobre   | Mike Krüger            | Mein Gott, Walther   |
| 42 | 24 octobre   | Mike Krüger            | Mein Gott, Walther   |
| 43 | 31 octobre   | Compilation K-Tel      | Pop Explosion        |
| 44 | 7 novembre   | Compilation K-Tel      | Pop Explosion        |
| 45 | 14 novembre  | Compilation K-Tel      | Pop Explosion        |
| 46 | 21 novembre  | Compilation K-Tel      | Pop Explosion        |
| 47 | 28 novembre  | Compilation Ariola     | Super 20 - Super Neu |
| 48 | 5 décembre   | Compilation Ariola     | Super 20 - Super Neu |
| 49 | 12 décembre  | Compilation Ariola     | Super 20 - Super Neu |
| 50 | 19 décembre  | Compilation Ariola     | Super 20 - Super Neu |
| 51 | 26 décembre  | Compilation Ariola     | Super 20 - Super Neu |